# Октябрське поле (станція метро)
Октябрське поле або Жовтневе поле (рос. Октябрьское Поле) — станція Тагансько-Краснопресненської лінії Московського метрополітену. Розташована між станціями «Щукинська» і «Полежаєвська».
Станція відкрита 30 грудня 1972 року у складі черги «Барикадна» — «Октябрське поле». Знаходиться на території району Щукино Північно-Західного адміністративного округу міста Москви.

## Технічна характеристика
Конструкція станції — трипрогінна колонна мілкого закладення (глибина закладення — 9 м). Споруджена за типовим проектом зі збірних конструкцій.

## Оздоблення
Колійні стіни оздоблені білим і сірим мармуром, на них розміщені сталеві панно «Серп і Молот» (художники Дж. Я. Бодніек і Х. М. Рисін). Підлога викладена темним гранітом і мармуром. Для облицювання колон вперше у метрополітені використовувався анодований алюміній.

## Колійний розвиток

Схема колійного розвитку станції «Октябрське поле»

Станція з колійним розвитком — 6 стрілочних переводів, перехресний з'їзд і 2 станційна колія для обороту та відстою рухомого складу.
За станцією розташовані оборотні тупики, що використовуються для технічного обслуговування потягів і для нічного відстою, а також для організації зонного руху у годину пік.

## Пересадки
- Станцію МЦК  «Панфіловська»
- Станцію МЦК  «Зорге»,
- Автобуси: 26, 100, 105, 253, 291, 300, с339, 681, 800, 800к, т19, т59, т61